# Championnat d'Europe de Formule 2 1976
Navigation
1975 1977
Le championnat d'Europe de Formule 2 1976 est la dixième édition du championnat d'Europe de F2. Il a été remporté par le français Jean-Pierre Jabouille, de l'écurie Elf-Switzerland.

## Engagés
| Écurie                         | Constructeur | Châssis | Moteur       | Pneu | No | Pilote                   |
| ------------------------------ | ------------ | ------- | ------------ | ---- | -- | ------------------------ |
| Écurie Elf                     | Martini      | MK 19   | Renault      | G    | 1  | Patrick Tambay           |
| Écurie Elf                     | Martini      | MK 19   | Renault      | G    | 2  | René Arnoux              |
| BMW Motorsport Racing          | March        | 762     | BMW Rosche   | G    | 3  | Maurizio Flammini        |
| BMW Motorsport Racing          | March        | 762     | BMW Rosche   | G    | 4  | Alex Ribeiro             |
| Équipe Elf Switzerland         | Elf2         | 2J      | Renault      | G    | 5  | Jean-Pierre Jabouille    |
| Équipe Elf Switzerland         | Elf2         | 2J      | Renault      | G    | 6  | Michel Leclère           |
| Trivellato team Chevron        | Chevron      | B35     | BMW          | G    | 7  | Willy Lovato             |
| Trivellato team Chevron        | Chevron      | B35     | BMW          | G    | 8  | Roberto Marazzi          |
| Osella Squadra Corse           | Osella       | A2      | BMW          | G    | 9  | Hans Binder              |
| Osella Squadra Corse           | Osella       | A2      | BMW          | G    | 10 | Francois Migault         |
| Boxer Cars                     | Boxer        | PR2     | Ford         | G    | 11 | Tony Rouff               |
| Wheatcroft Racing              | Wheatcroft   | R26     | Abarth       | G    | 12 | Brian Henton             |
| Project Four Racing            | March        | 751     | Hart         | G    | 14 | Gilles Villeneuve        |
| Project Four Racing            | March        | 751     | Hart         | G    | 14 | Jochen Mass              |
| Project Four Racing            | March        | 751     | Hart         | G    | 15 | Eddie Cheever            |
| Scuderia Everest               | March        | 762     | BMW Minardi  | G    | 16 | Lorenzo Niccolini        |
| Scuderia Everest               | March        | 762     | BMW Minardi  | G    | 17 | Giancarlo Martini        |
| Fred Opert Racing              | Chevron      | B35     | Hart         | G    | 18 | Juan Cochesa             |
| Fred Opert Racing              | Chevron      | B35     | Hart         | G    | 19 | José Dolhem              |
| Sté Racing Organisation Course | Chevron      | B35     | Chrysler ROC | G    | 20 | Jean-Pierre Jaussaud     |
| Willi Kauhsen Racing Team      | March        | 762     | Hart         | G    | 22 | Ingo Hoffmann            |
| Willi Kauhsen Racing Team      | March        | 762     | Hart         | G    | 23 | Klaus Ludwig             |
| Osella Squadra Corse           | Osella       | FA2     | BMW          | G    | 25 | Giorgio Francia          |
| Osella Squadra Corse           | Osella       | FA2     | BMW          | G    | 26 | "Gianfranco"             |
| Gulf Team Rondini              | March        | 762     | BMW          | G    | 27 | Alessandro Pesenti-Rossi |
| Team Myson                     | March        | 752     | Hart         | G    | 28 | Richard Robarts          |
| BMW Motorsport                 | March        | 762     | BMW          | G    | 29 | Hans-Joachim Stuck       |
| Fred Opert Racing              | Chevron      | B35     | BMW          | G    | 30 | Jacques Laffite          |
| Fred Opert Racing              | Chevron      | B35     | BMW          | G    | 31 | Tom Pryce                |
| Fred Opert Racing              | Chevron      | B35     | BMW          | G    | 32 | Jean-Pierre Jarier       |
| BMW Motorsport                 | March        | 762     | BMW          | G    | 33 | Ronnie Peterson          |
| Ardmore Racing                 | March        | 742     | Ford         | G    | 35 | Ray Mallock              |
| Squadra Nettuno                | March        | 752     | BMW          | G    | 36 | Sandro Cinotti           |
| Warsteiner Eurorace            | TOJ          | F201    | BMW          | G    | 38 | Keke Rosberg             |
| Fred Opert Racing              | Chevron      | B35     | BMW          | G    | 39 | Harald Ertl              |
| Squadra Delta Corse            | March        | 762     | BMW          | G    | 40 | Alberto Colombo (en)     |
| Modus Racing                   | Modus        | M7      | BMW          | G    | 41 | Ian Grob                 |
| Fritz Lochmann Racing          | Ralt         | RT1     | BMW          | G    | 42 | Freddy Kottulinsky       |
| Team Michel Vaillant           | March        | 752     | BMW          | G    | 43 | Bernard de Dryver        |
| Osella Squadra Corse           | Osella       | FA2     | BMW          | G    | 44 | Arturo Merzario          |
| Sead Alihodzic Racing          | March        | 732     | BMW          | G    | 45 | Sead Alihodzic           |
| Schweizer Auto Rennsport       | March        | 742     | BMW          | G    | 46 | Hans Walther             |
| Modus Racing                   | Modus        | M7      | BMW          | G    | 47 | Danny Sullivan           |
| Team Brambilla                 | March        | 732     | Lancia       | G    | 48 | Vittorio Brambilla       |
| Team Lista                     | March        | 762     | BMW          | G    | 50 | Markus Hotz (pl)         |
| ATS                            | Lola         | T450    | BMW          | G    | 54 | Mikko Kozarowitsky       |
| Jolly Club                     | March        | 742     | Amaroli      | G    | 58 | Carlo Giorgio            |

## Courses de la saison 1976
| no  | Date         | Épreuve                             | Lieu              | Vainqueur             | Voiture         | Écurie                 | Résumé |
| --- | ------------ | ----------------------------------- | ----------------- | --------------------- | --------------- | ---------------------- | ------ |
| 100 | 13 avril     | Trophée d'Allemagne                 | Hockenheim        | Hans-Joachim Stuck    | March-BMW       | Team March             | Résumé |
| 101 | 31 mars      | BARC 200                            | Thruxton          | Maurizio Flammini     | March-BMW       | Team March             | Résumé |
| 102 | 12 octobre   | Grand Prix de Rome                  | Vallelunga        | Jean-Pierre Jabouille | Elf2-Renault    | Équipe Elf Switzerland | Résumé |
| 103 | 15 juin      | Grand Prix du Festival de Salzbourg | Salzbourg         | Michel Leclère        | Elf2-Renault    | Équipe Elf Switzerland | Résumé |
| 104 | 11 mai       | Grand Prix de Pau                   | Pau               | René Arnoux           | Martini-Renault | Ecurie Elf             | Résumé |
| 105 | 8 juin       | Rhein-Pokalrennen                   | Hockenheim        | Hans-Joachim Stuck    | March-BMW       | Team March             | Résumé |
| 106 | 29 juin      | Grand Prix de Rouen                 | Rouen-les-Essarts | Maurizio Flammini     | March-BMW       | Team March             | Résumé |
| 107 | 13 juillet   | Grand Prix du Mugello               | Mugello           | Jean-Pierre Jabouille | Elf2-Renault    | Équipe Elf Switzerland | Résumé |
| 108 | 27 juillet   | Grand Prix de la Méditerranée       | Enna-Pergusa      | René Arnoux           | Martini-Renault | Ecurie Elf             | Résumé |
| 109 | 9 mars       | Grand Prix d'Estoril                | Estoril           | René Arnoux           | Martini-Renault | Ecurie Elf             | Résumé |
| 110 | 28 septembre | Grand Prix de Nogaro                | Nogaro            | Patrick Tambay        | Martini-Renault | Ecurie Elf             | Résumé |
| 111 | 27 avril     | Grand Prix du Bade-Wurtemberg       | Hockenheim        | Jean-Pierre Jabouille | Elf2-Renault    | Équipe Elf Switzerland | Résumé |

Notes: Certaines courses se disputaient en deux manches. Ne sont indiqués dans ce tableau que les vainqueurs du classement cumulé.

## Classement

### Attribution des points
| Points | 9 | 6 | 4 | 3 | 2 | 1 |

### Classement des pilotes
| Position | Pilote                   | Pays                 | Écurie                         | Chassis      | Moteur   | Drapeau de l'Allemagne | Drapeau du Royaume-Uni | Drapeau de l'Italie | Drapeau de l'Autriche | Drapeau de la France | Drapeau de l'Allemagne | Drapeau de la France | Drapeau de l'Italie | Drapeau de l'Italie | Drapeau du Portugal | Drapeau de la France | Drapeau de l'Allemagne | Punti Totali |
| -------- | ------------------------ | -------------------- | ------------------------------ | ------------ | -------- | ---------------------- | ---------------------- | ------------------- | --------------------- | -------------------- | ---------------------- | -------------------- | ------------------- | ------------------- | ------------------- | -------------------- | ---------------------- | ------------ |
| 1        | Jean-Pierre Jabouille    | France               | Équipe Elf Switzerland         | Elf2         | Renault  | -                      | -                      | 9                   | 1                     | 6                    | 4                      | 6                    | 9                   | 3                   | 6                   | -                    | 9                      | 53           |
| 2        | René Arnoux              | France               | Écurie Elf                     | Martini      | Renault  | 9                      | -                      | -                   | 3                     | 9                    | 3                      | -                    | 6                   | 9                   | 9                   | -                    | 4                      | 52           |
| 3        | Patrick Tambay           | France               | Écurie Elf                     | Martini      | Renault  | 6                      | 4                      | 6                   | 4                     | -                    | 6                      | -                    | 4                   | -                   | -                   | 9                    | -                      | 39           |
| 4        | Michel Leclère           | France               | Équipe Elf Switzerland         | Elf2         | Renault  | -                      | -                      | 3                   | 9                     | -                    | 9                      | -                    | -                   | -                   | -                   | 6                    | 6                      | 33           |
| 5        | Alex-Dias Ribeiro        | Brésil               | March/BMW                      | March        | BMW      | -                      | 6                      | 4                   | 2                     | 3                    | -                      | -                    | 3                   | 6                   | 4                   | 3                    | -                      | 31           |
| 6        | Maurizio Flammini        | Italie               | March/BMW                      | March        | BMW      | -                      | 9                      | -                   | 6                     | -                    | 1                      | 9                    | 1                   | -                   | -                   | -                    | -                      | 26           |
| 7        | Giancarlo Martini        | Italie               | Scuderia Everest               | March        | BMW      | -                      | -                      | -                   | -                     | 4                    | 2                      | 4                    | 2                   | -                   | -                   | -                    | -                      | 12           |
|          | Hans Binder              | Autriche             | Chevron Racing Team            | Chevron      | BMW      | -                      | -                      | -                   | -                     | -                    | -                      | -                    | -                   | 2                   | 3                   | 4                    | 3                      | 12           |
| 9        | Eddie Cheever            | États-Unis           | Project Four Racing            | March        | Hart     | -                      | 3                      | -                   | -                     | -                    | -                      | -                    | -                   | 4                   | 2                   |                      |                        | 10           |
| 9        | Eddie Cheever            | États-Unis           | Project Four Racing            | Ralt         | Hart     |                        |                        |                     |                       |                      |                        |                      |                     |                     |                     | 1                    | -                      | 10           |
| 10       | Roberto Marazzi          | Italie               | Trivellato Racing Team         | Chevron      | BMW      | 3                      | -                      | -                   | -                     | -                    | -                      | 2                    | -                   | -                   | -                   | -                    | -                      | 5            |
|          | Keke Rosberg             | Finlande             | Team Warsteiner Eurorace       | Toj          | BMW      | -                      | -                      | -                   | -                     | -                    | -                      | 3                    | -                   | -                   | -                   | -                    | 2                      | 5            |
| 12       | Wilhelm Deutsch          | Allemagne de l'Ouest | Team Daimon Varley             | March        | BMW      | 4                      | -                      | -                   | -                     | -                    | -                      | -                    | -                   | -                   | -                   | -                    | -                      | 4            |
|          | Klaus Ludwig             | Allemagne de l'Ouest | Willi Kauhsen Racing Team      | March        | Hart     | -                      | -                      | -                   | -                     | 2                    | -                      | -                    | -                   | -                   | -                   | 2                    | -                      | 4            |
| 14       | Ingo Hoffmann            | Brésil               | Willi Kauhsen Racing Team      | March        | Hart     | -                      | 2                      | -                   | -                     | -                    | -                      | 1                    | -                   | -                   | -                   | -                    | -                      | 3            |
| 15       | Harald Ertl              | Autriche             | Motor Racing Company           | Chevron      | BMW      | 2                      | -                      | -                   | -                     | -                    | -                      | -                    | -                   | -                   | -                   | -                    | -                      | 2            |
|          | Alessandro Pesenti-Rossi | Italie               | Scuderia Gulf Rondini          | March        | BMW      | -                      | -                      | 2                   | -                     | -                    | -                      | -                    | -                   | -                   | -                   | -                    | -                      | 2            |
| 17       | Hans Heyer               | Allemagne de l'Ouest | Team Warsteiner Eurorace       | Toj          | BMW      | 1                      | -                      | -                   | -                     | -                    | -                      | -                    | -                   | -                   | -                   | -                    | -                      | 1            |
|          | François Migault         | France               | Osella Squadra Corse           | Osella Corse | BMW      | -                      | 1                      | -                   | -                     | -                    | -                      | -                    | -                   | -                   | -                   | -                    | -                      | 1            |
|          | Jean-Pierre Jaussaud     | France               | Sté Racing Organisation Course | Chevron      | Chrysler | -                      | -                      | 1                   | -                     | -                    | -                      | -                    | -                   | -                   | -                   | -                    | -                      | 1            |
|          | Freddy Kottulinsky       | Suède                | Fritz Lochmann Racing          | Ralt         | BMW      | -                      | -                      | -                   | -                     | 1                    | -                      | -                    | -                   | -                   | -                   | -                    | -                      | 1            |
|          | Markus Hotz (pl)         | Suisse               | Lista Racing Team              | March        | BMW      | -                      | -                      | -                   | -                     | -                    | -                      | -                    | -                   | 1                   | -                   | -                    | -                      | 1            |
|          | Alberto Colombo (en)     | Italie               | ?                              | March        | BMW      | -                      | -                      | -                   | -                     | -                    | -                      | -                    | -                   | -                   | 1                   | -                    | -                      | 1            |
|          | Giorgio Francia          | Italie               | Trivellato Racing Team         | Chevron      | BMW      | -                      | -                      | -                   | -                     | -                    | -                      | -                    | -                   | -                   | -                   | -                    | 1                      | 1            |